# St. Johannes Baptist (Baisweil)

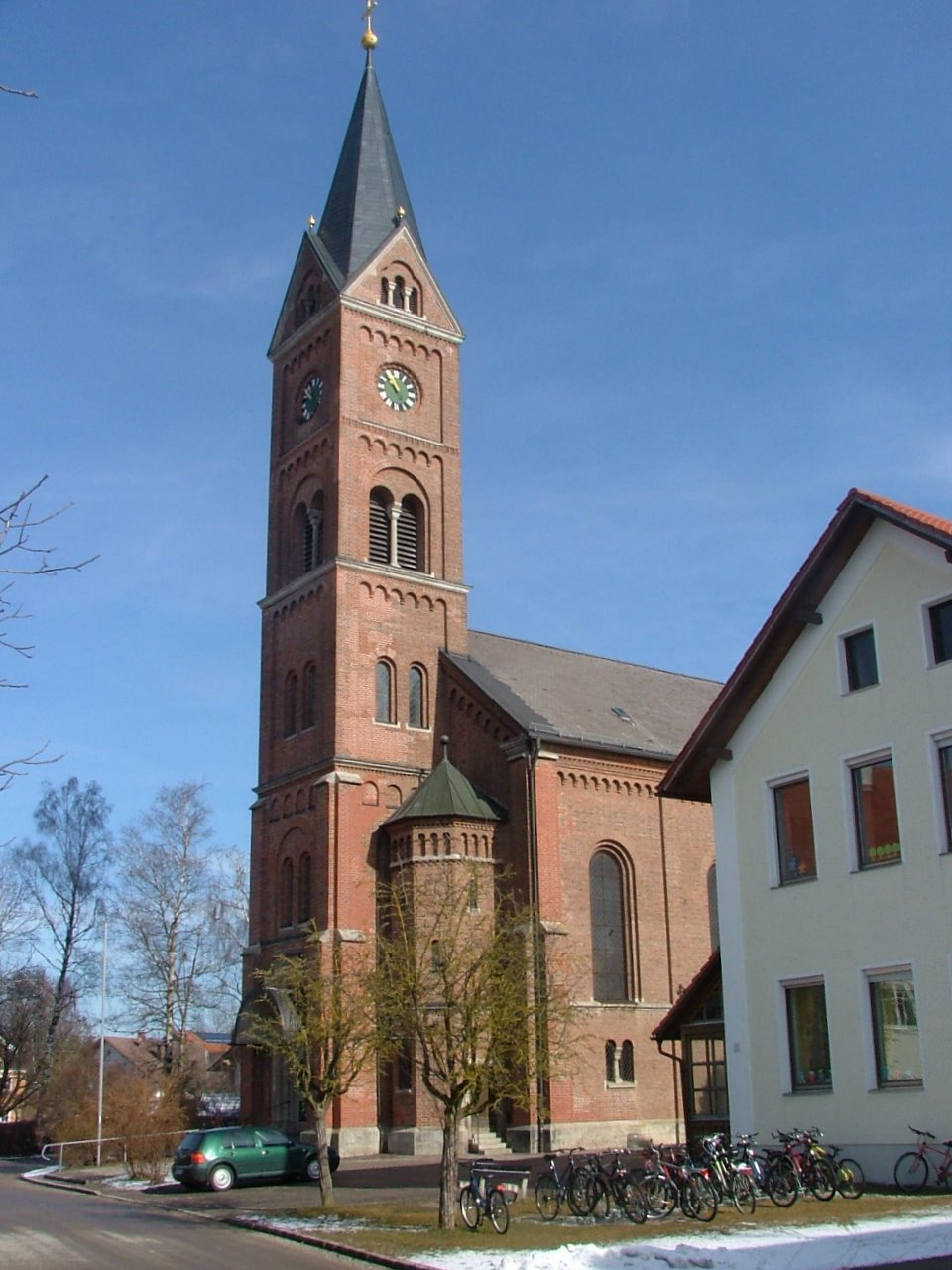
St. Johannes Baptist in Baisweil

Die römisch-katholische Pfarrkirche St. Johannes Baptist steht in Baisweil, einer Gemeinde im schwäbischen Landkreis Ostallgäu in Bayern. Das Bauwerk ist in der Liste der Baudenkmäler in Baisweil als Baudenkmal unter der Nr. D-7-77-114-6 eingetragen. Die Kirchengemeinde gehört zum Dekanat Kaufbeuren des Bistums Augsburg.

## Beschreibung
Die neuromanische Saalkirche wurde 1886/92 nach Abbruch des gotischen Vorgängerbaus nach einem Entwurf von Georg von Maxon errichtet. Sie besteht aus einem Langhaus, einem eingezogenen, dreiseitig geschlossenen Chor im Osten, an dessen Südwand die Sakristei angebaut ist, und einem Fassadenturm im Westen, dessen spitzer Helm sich zwischen Dreiecksgiebeln erhebt. Sein oberstes Geschoss beherbergt die Turmuhr. Im Geschoss darunter ist hinter den als Biforien gestalteten Klangarkaden der Glockenstuhl mit fünf Kirchenglocken untergebracht. 
Der Innenraum des Langhauses ist mit einer Kassettendecke überspannt, der des Chors mit einem Kreuzgratgewölbe. Neben dem Hochaltar befindet sich ein Gemälde, auf dem die Himmelfahrt Mariens dargestellt ist, das Johann Friedrich Sichelbein zugeschrieben wird.